# Lista de cientistas da computação

## Precursores
- Blaise Pascal, desenvolveu a calculadora mecânica
- Charles Babbage, projetou um computador mecânico
- Ada Lovelace, inventou a primeira linguagem de programação

## Pioneiros
- Alan Turing, participou do projeto Colossus e foi um dos cérebros que decifra a Enigma. Também inventou um tipo teórico de máquina super-simples capaz de realizar qualquer cálculo de um computador digital, a Máquina de Turing.
- John von Neumann, descreveu o computador que utiliza um programa armazenado em memória, a Arquitetura de von Neumann, que é a base da arquitetura dos computadores atuais.
- John Backus, líder da equipe que criou o Fortran e criou a notação BNF
- Maurice V. Wilkes, inventor do somador binário
- Howard Aiken, inventor do Mark I
- Walter H. Brattain, inventor do transístor
- William Shockley, inventor do transístor
- John Bardeen, inventor do transístor
- Fred Williams, inventor da memória RAM
- Tom Kilburn, inventor da memória RAM
- Konrad Zuse, inventor independente do computador digital e de linguagens de programação na Alemanha nazista.
- John Atanasoff, o inventor do primeiro computador digital, o Atanasoff–Berry Computer, ABC
- Clifford Berry, assistente de Atanasoff
- Almirante Grace Hopper, programadora do Mark I, desenvolveu o primeiro compilador; primeira mulher a receber um Ph.D. em matemática
- Edsger Dijkstra, líder do ALGOL 60, publicou o artigo original sobre programação estruturada
- J. Presper Eckert, criador do ENIAC
- John William Mauchly, criador do ENIAC

## Pesquisadores influentes
- Andrew Stuart Tanenbaum, pesquisador na área de sistemas operacionais, inventor do MINIX; seus livros-texto são dos mais referenciados na área
- Edgar Frank Codd, inventor de Banco de dados relacionais
- Brian Kernighan, inventor do C
- Dennis Ritchie, inventor do C e do Unix
- Bjarne Stroustrup, inventor do C++
- Ken Thompson, inventor do Unix e da codificação de caracteres UTF-8
- Peter Chen, inventor do Modelo de entidades e relacionamentos
- Donald Ervin Knuth, criador do TeX, da programação literária e da influente série (inacabada em 2006) sobre algoritmos The Art of Computer Programming
- Linus Torvalds, criador do kernel Linux
- Alan Kay, um dos inventores da orientação a objeto, também concebeu o laptop e a interface gráfica do utilizador